# Mega Man 7
Mega Man 7 (Rockman 7: Shukumei no Taiketsu! (ロックマン7 宿命の対決!, Rokkuman Sebun Shukumei no Taiketsu!) au Japon) est un jeu d'action-plate-formes développé et édité par Capcom sur Super Nintendo en 1995, puis porté sur Console virtuelle (Wii U, New Nintendo 3DS). C'est le septième jeu de la série principale de Mega Man,,,,,,.

## Trame

### Scénario
Après avoir été capturé par Mega Man, le Dr.Wily croupit désormais dans une prison de haute sécurité. Mais il avait prévu le coup en dissimulant, au cas où, quatre robots dans un repaire secret. Après plusieurs mois d'attente, les créations du savant fou, sans nouvelles de leur maître, s'activent et partent à sa recherche. Profitant du chaos ainsi engendré, Wily retrouve sa liberté et reprend aussitôt ses plans de conquête.
À peine s'est-il lancé à la poursuite du vil scientifique que Mega Man rencontre Bass, un robot d'origine inconnue au design étrangement familier.

### Nouveaux personnages
Bass (Forte au Japon) est le nouveau rival de Mega Man conçu par le Dr.Wily. Après s'être fait passer pour un allié, il attaque le laboratoire du docteur Light et en dérobe les améliorations destinées à Mega Man, avec l'intention de s'en servir pour battre son ennemi. Treble (Gospel au Japon) est l'équivalent de Rush pour Bass. Ce robot-loup peut fusionner avec son maître pour améliorer leurs chances de vaincre Mega Man. Auto (Rightot au Japon) est le nouvel assistant robotique du docteur Light doté d'une personnalité loufoque. Il est responsable du soutien technique de Mega Man.

## Système de jeu
Mega Man 7 est un jeu d'action-plates-formes, reprenant la formule classique de la série formule Mega Man. C'est une refonte graphique complète de la série. Fidèle à la tradition, Mega Man 7 conserve la plupart des mécanismes de jeu de la série, en plus d'en proposer de nouveaux. Mega Man peut ainsi courir, sauter, glisser et tirer de son canon Mega-Buster comme avant. Il peut également compter sur l'aide de Rush, son chien-robot, et de ses différentes fonctionnalités.
Au cours du jeu, Mega Man récupère également des boulons qu'il peut utiliser à la boutique d'Auto pour acheter des objets et des améliorations. Il peut enfin secourir l'oiseau-robot Beat afin de recevoir une aide supplémentaire dans les niveaux et contre les bosses.
À l'instar de Mega Man X, paru deux ans plus tôt, Mega Man 7 comporte un niveau d'introduction. Une fois complété, l'écran de sélection des niveaux apparaît. Pour la première fois dans la série, le joueur n'a pas immédiatement accès aux huit Robot Masters. Comme dans la série sur Game Boy, il doit battre une première série de quatre boss et compléter un niveau intermédiaire avant de pouvoir accéder à la seconde série.

## Postérité
Un remake réalisé par un fan japonais, intitulé Rockman 7-FC (FC pour Famicom), permet de jouer au jeu sous forme de pastiche 8-bit, afin de s'inscrire dans la continuité des précédents épisodes sur NES.